# Григин, Василий Филиппович
Василий Филиппович Григин (1921—1991) — сержант Красной Армии, участник Великой Отечественной войны, Герой Советского Союза (1945), лишён всех званий и наград в связи с осуждением.

## Биография
Василий Григин родился 12 мая 1921 года на станции Озерки (ныне — Тальменский район Алтайского края) в семье крестьянина. Получил начальное образование.
В сентябре 1940 года Григин был призван в Рабоче-крестьянскую Красную Армию. С июня 1941 года принимал участие в боях Великой Отечественной войны. В июне 1941 — марте 1943 годов Григин воевал на Западном фронте, в марте-августа 1943 года — на Юго-Западном фронте, в августе 1943 — феврале 1944 годов — на Степном (с октября 1943 года переименован во 2-й Украинский фронт), с марта 1944 года и до конца войны воевал на 3-м Украинском фронте на должности командира отделения 32-го стрелкового полка.
Отличился Григин во время боёв при форсировании Дуная. В боях несколько раз он был ранен, потерял левый глаз.
24 марта 1945 года Указом Президиума Верховного Совета СССР за «образцовое выполнение боевых заданий командования на фронте борьбы с немецко-фашистским захватчиками и проявленные при этом мужество и героизм» сержант Григин был удостоен высокого звания Героя Советского Союза с вручением ордена Ленина и медали «Золотая Звезда» за номером 6370. Демобилизован после войны по состоянию здоровья.

## Список судимостей Григина
| Дата осуждения        | Основание осуждения | Каким судом осужден                                           | Наказание                                                     |
| --------------------- | --- | ------------------------------------------------------------- | ------------------------------------------------------------- |
| 6 октября 1947 года   | статья 72 часть 2 УК РСФСР (злостное хулиганство, заключающееся в буйстве или бесчинстве или совершаемые повторно или упорно не прекращающиеся или отличающиеся особой дерзостью либо исключительным цинизмом) | народный суд Краюшкинского района                             | 4 года лишения свободы                                        |
| 1949 год              | статья 74 часть 2 УК РСФСР (злостное хулиганство, заключающееся в буйстве или бесчинстве или совершаемые повторно или упорно не прекращающиеся или отличающиеся особой дерзостью либо исключительным цинизмом) | народный суд Краюшкинского района                             | 1 год 8 месяцев лишения свободы                               |
| 31 мая 1950 года      | статья 74 часть 2 УК РСФСР (злостное хулиганство), указ Президиума Верховного Совета СССР от 4 января 1949 года «Об усилении уголовной ответственности за изнасилование».                                      | народный суд Октябрьского района 2-го участка города Барнаула | 10 лет лишения свободы (освобождён по «бериевской амнистии»). |
| 5 марта 1958 года     | статья 1 часть 1 Указа Президиума Верховного Совета СССР от 4 июня 1947 года «об уголовной ответственности за кражу».                                                                                          | народный суд Октябрьского района 4-го участка города Барнаула | 1 год 6 месяцев лишения свободы                               |
| 21 сентября 1962 года | статья 206 часть 3 УК РСФСР (особо злостное хулиганство) | народный суд Центрального района города Барнаула              | 1 год исправительных работ                                    |
| 17 октября 1963 года  | статья 109 часть 1 (умышленное нанесение тяжких телесных повреждений), статья 206 часть 2 УК РСФСР (злостное хулиганство)                                                                                      | народный суд Центрального района города Барнаула              | 5 лет лишения свободы                                         |
| 8 июня 1971 года      | статья 206 часть 2 УК РСФСР (злостное хулиганство) | народный суд Октябрьского района города Барнаула              | 5 лет лишения свободы                                         |
| 26 августа 1975 года  | статья 191-1 часть 2 УК РСФСР (сопротивление работнику милиции или народному дружиннику с отягчающими обстоятельствами)                                                                                        | народный суд Тальменского района Алтайского края              | 1 год лишения свободы                                         |
| 7 сентября 1979 года  | статья 15-144 часть 2 УК РСФСР (покушение на квалифицированную кражу личного имущества) | Железнодорожный районный суд города Барнаула                  | 4 года лишения свободы                                        |
| 9 августа 1983 года   | статья 144 часть 2 УК РСФСР (квалифицированная кража личного имущества граждан) | Железнодорожный районный суд города Барнаула                  | 3 года 6 месяцев лишения свободы                              |

## Смерть
Указом Президиума Верховного Совета СССР от 17 февраля 1964 года лишён звания Героя Советского Союза и всех наград. После выхода на свободу в 1986 году Григин тяжело заболел и был помещён в одну из больниц Барнаула, где он и скончался в 1991 году. Григин был похоронен в Барнауле на Михайловском кладбище в безымянной могиле.
Был также награждён орденом Ленина (1945), медалью «За отвагу» № 440 576 и другими медалями.